# Serge Chiesa
Serge Chiesa (ur. 25 grudnia 1950 w Casablance) – francuski piłkarz, występujący na pozycji pomocnika.
Z zespołem Olympique Lyon w 1973 zdobył Puchar i Superpuchar Francji. W latach 1969–1974 rozegrał 12 meczów w reprezentacji Francji i strzelił dla niej 3 gole.